# Cena Sigmunda Freuda za vědeckou prózu

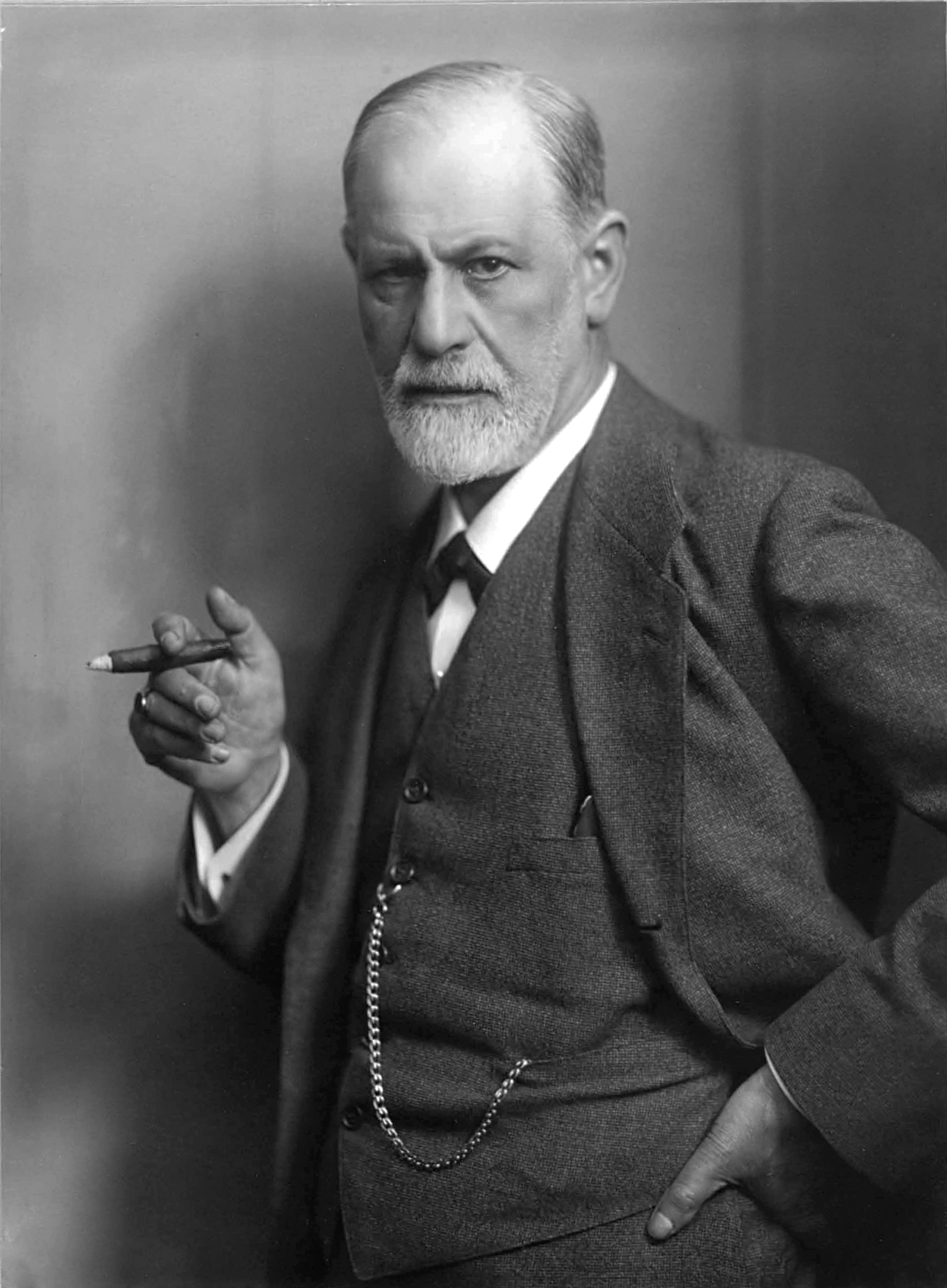
Sigmund Freud

Cena Sigmunda Freuda za vědeckou prózu, německy Sigmund-Freud-Preis für wissenschaftliche Prosa, je německé ocenění, které v roce 1964 založil HEAG Südhessische Energie AG. Každoročně je udělováno na zasedání Deutsche Akademie für Sprache und Dichtung v Darmstadtu. Je dotována částkou 12 500 euro. Nese jméno Sigmunda Freuda, který se svým dílem také významně podílel na popularizaci vědy.

## Nositelé
- 1964 Hugo Friedrich, romanista
- 1965 Adolf Portmann, zoolog
- 1966 Emil Staiger, germanista
- 1967 Hannah Arendtová, filozofka
- 1968 Karl Barth, teolog
- 1969 Bruno Snell, filolog
- 1970 Werner Heisenberg, fyzik
- 1971 Werner Kraft, historik literatury
- 1972 Erik Wolf, právník
- 1973 Karl Rahner, teolog
- 1974 Günter Busch, historik umění
- 1975 Ernst Bloch, filozof
- 1976 Jürgen Habermas, filozof
- 1977 Harald Weinrich, romanista
- 1978 Siegfried Melchinger, divadelní historik
- 1979 Hans-Georg Gadamer, filozof
- 1980 Hans Blumenberg, filozof
- 1981 Kurt von Fritz, filolog
- 1982 Arno Borst, historik
- 1983 Peter Graf Kielmansegg, politolog
- 1984 Odo Marquard, filozof
- 1985 Hermann Heimpel, historik
- 1986 Hartmut von Hentig, pedagog
- 1987 Gerhard Ebeling, teolog
- 1988 Carl Friedrich von Weizsäcker, přírodovědec
- 1989 Ralf Dahrendorf, politolog
- 1990 Walther Killy, literární vědec
- 1991 Werner Hofmann, historik umění
- 1992 Günther Anders, filozof
- 1993 Norbert Miller, literární vědec
- 1994 Peter Gülke, muzikolog
- 1995 Gustav Seibt, historik
- 1996 Peter Wapnewski, germanista
- 1997 Paul Parin, etnopsychoanalytik
- 1998 Ilse Grubrich-Simitis, psychoanalytička
- 1999 Reinhart Koselleck, historik
- 2000 Kurt Flasch, filozof
- 2001 Horst Bredekamp, historik umění
- 2002 Klaus Heinrich, filozof
- 2003 Walter Burkert, filolog
- 2004 Karl Schlögel, historik
- 2005 Peter Sloterdijk, filozof
- 2006 Johannes Fried, historik
- 2007 Josef H. Reichholf, evoluční biolog
- 2008 Michael Hagner, lékař a historik
- 2009 Julia Voss, historička umění
- 2010 Luca Giuliani, archeolog
- 2011 Arnold Esch, historik
- 2012 Ernst-Wolfgang Böckenförde, právník
- 2013 Angelika Neuwirth, arabistka
- 2014 Jürgen Osterhammel, historik
- 2015 Peter Eisenberg, lingvista
- 2016 Jan Assmann, kulturní teoretik a egyptolog
- 2017 Barbara Stollberg-Rilinger, historička
- 2018 Wolfgang Kemp, historik umění[1]
- 2019 Thomas Macho, filozof
- 2020 Ute Frevert, historička
- 2021 Hubert Wolf, historik umění
- 2022 Iris Därmann, kulturní vědkyně
- 2023 Matthias Glaubrecht, evoluční biolog